# Свірчковська
Свірчко́вська (рос. Сверчковская) — присілок у складі Тарногського району Вологодської області, Росія. Входить до складу Забірського сільського поселення.

## Населення
Населення — 39 осіб (2010; 53 у 2002).
Національний склад (станом на 2002 рік):
- росіяни — 98 %